# S-560
S-560 – polski silnik wysokoprężny wytwarzany w PZL-Wola w Warszawie, stosowany do napędu produkowanych w Jelczańskich Zakładach Samochodowych samochodów ciężarowych Żubr A80. Ich następcą były licencyjne silniki SW 680 produkowane przez WSK Mielec.

## S56
Prototypowy silnik opracowany został w 1954 roku. Silnik ZS, 6-cylindrowy, rzędowy, pochylony w prawo o 30° od pionu. Objętość skokowa wynosiła 9935 cm³. Przy stopniu sprężania 19 osiągał moc 103 kW (140 KM) przy 2200 obr./min. Maksymalny moment obrotowy wynosił 490 Nm przy 1400 obr./min (500 Nm przy 1450 obr./min w silnikach seryjnych). Kuty wał korbowy z przykręcanymi przeciwciężarami podparty na siedmiu łożyskach ślizgowych. Zastosowano wtrysk bezpośredni do toroidalnych komór spalania w denkach tłoków silnika. W układzie zasilania użyto tłoczkowej pompy wtryskowej typu Bosch oraz wtryskiwaczy z rozpylaczami czopikowymi. Silnik miał górnozaworowy, popychaczowy (OHV) układ rozrządu, smarowanie obiegowe pod ciśnieniem oraz chłodzenie cieczą – w głowicy obieg był wymuszony, w kadłubie obieg był samoczynny (termosyfonowym). Masa suchego silnika wynosiła 950 kg.

## S560
Wprowadzona do produkcji w 1962 roku zmodernizowana wersja silnika S56. Przy zachowaniu dotychczasowej średnicy cylindra 125 mm, zwiększono skok tłoka ze 135 do 150 mm. Objętość skokowa silnika wzrosła do 11030 cm³. Ulepszono kształt toroidalnej komory spalania. Zastosowano wymuszone chłodzenie całego silnika. Uzyskano podwyższenie osiągów silnika. Moc maksymalna 150 KM (według innych źródeł 180 KM) przy 2000 obr./min, maksymalny moment obrotowy wzrósł do 710 Nm.
Silniki miały opinię bardzo awaryjnych, często ulegały uszkodzeniom łożyska wału korbowego i korbowody. Wynikało to z zastosowania niespotykanego w innych konstrukcjach systemu mocowania przeciwwag wału korbowego. Dochodziło do ich urywania się co skutkowało rozbiciem korpusu silnika. W późniejszym okresie wymontowywano przeciwciężary, ale brak wyrównoważenia powodował nadmierne zużycie czopów głównych wału korbowego w wyniku czego występowało nadmierne zużycie panewek i powstawanie nadmiernych luzów. Silniki miał też spory kąt wyprzedzenia wtrysku, przez co były trudności z jego uruchamianiem – szczególnie zimą. Nierozwiązane problemy z tym silnikiem były podstawą decyzji o zakupie licencji na silnik SW 680.